# Nebrioporus sichuanensis
Nebrioporus sichuanensis är en skalbaggsart som beskrevs av Lars Hendrich och Paolo Mazzoldi 1995. Nebrioporus sichuanensis ingår i släktet Nebrioporus och familjen dykare. Inga underarter finns listade i Catalogue of Life.